# Mycale rara
Mycale rara är en svampdjursart som först beskrevs av Arthur Dendy 1896.  Mycale rara ingår i släktet Mycale och familjen Mycalidae. Inga underarter finns listade i Catalogue of Life.